# Nesserlander Höft

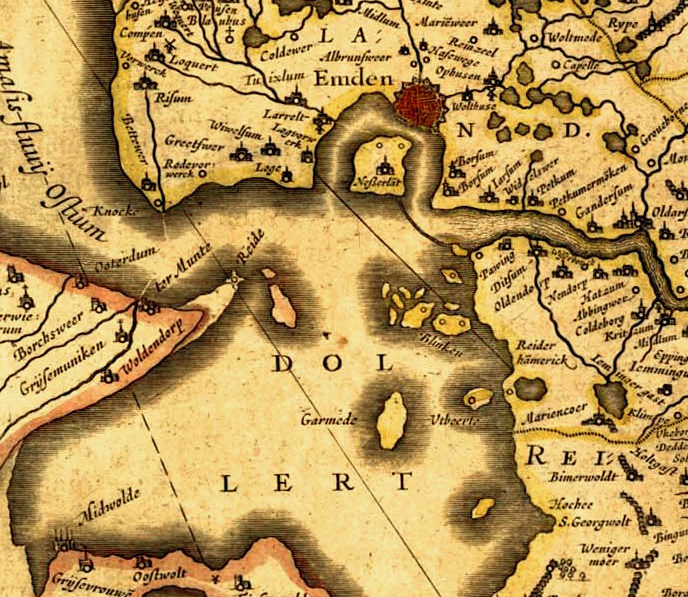
Emden um 1600. Gut zu erkennen der Altarm und der Nesserlander Höft.

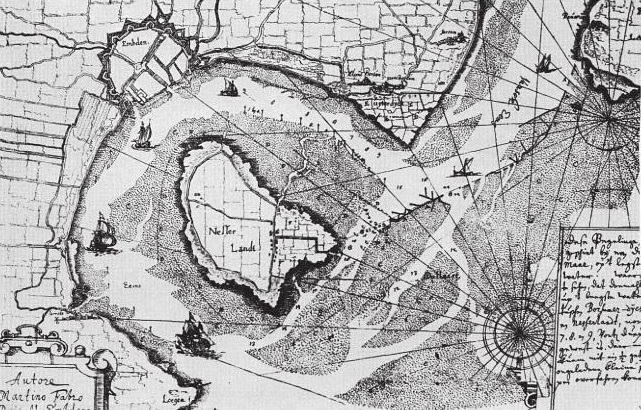
Topographische Karte von ca. 1645

Der Nesserlander Höft war eine 4,5 Kilometer lange Spundwand aus Eichenstämmen im Gebiet des Dollart. Das Bauwerk stellt den letztlich gescheiterten Versuch der Stadt Emden dar, die Ems wieder in ihr altes Flussbett unmittelbar entlang der Stadtwälle zu zwingen und so für eine ausreichende Durchspülung des Emder Hafens zu sorgen.

## Hintergrund
Als Folge des Dollarteinbruches wurde die Emsschleife vor Emden im Jahre 1509 abgeschnitten. Während die Ems vorher unmittelbar unter den Wällen der Stadt Emden floss, verlagerte sich nach der Sturmflut das Strombett in die neu entstandene Sehne dieses Bogens. Die gegenüber Emden gelegene Halbinsel Nesserland wurde infolgedessen zur Insel, und der nunmehr von der Hauptströmung verlassene Bogen verschlickte immer mehr, wodurch die Zufahrt zum Emder Hafen immer schwieriger wurde.

## Der Nesserlander Höft
Im Jahre 1583 beschlossen Magistrat und Bürgerschaft nach langen Beratungen den Bau der Spundwand, der im selben Jahr begann. Der Nesserlander Höft wurde zwischen der Südostspitze der Insel Nesserland und dem gegenüberliegenden Pogum, dem nördlichsten Punkt des Rheiderlandes, angelegt. Es bestand aus tief in den Boden gerammten Eichenstämmen, die an ihren oberen Enden beidseitig mit Eichenpfählen und schweren eisernen Bolzen verbunden wurden. Im Abstand von gut einem Meter schräg eingehauene Pfähle verliehen dem Bauwerk zusätzliche Stabilität. Zum Schutz vor Unterspülungen wurde auf der dem Fluss zugewandten Seite noch reichlich Ziegelschutt aufgeschüttet.
Durch politische Wirren zog sich die Fertigstellung des Bauwerks bis 1616 hin. Bau und Unterhalt des Nesserlander Höfts verschlangen Unsummen. Bis 1628 insgesamt musste die Stadt Emden 616.000 Gulden aufbringen. Dies konnte die Stadt auf Dauer nicht verkraften und gab das Bauwerk 1631 schließlich auf.

## Folgen

Die größte Ausdehnung des Dollarts im 16. Jahrhundert und die Landrückgewinnung durch Einpolderungen bis heute

Die alte Emsschleife versandete langsam und der Fluss floss künftig etwa drei Kilometer weit entfernt an der Stadt vorbei. Das Fahrwasser des Emder Hafens wurde durch die Zentrierung fast der gesamten innerostfriesischen Entwässerung auf Emden bei jeder Ebbe durchspült und so vom Schlick befreit, so dass bis weit in das 18. Jahrhundert hinein eine für die damalige Seeschifffahrt ausreichende Wassertiefe gewährleistet war. Für die Verlandung des Dollart scheint der Durchbruch bei Nesserland und schließlich die Aufgabe des Nesserlander Höfts von Bedeutung gewesen zu sein. Dadurch veränderte sich die Strömung in der Bucht und die einsetzende Verlandung schritt schnell fort, so dass weite Strecken des Vorlandes bereits in der ersten Hälfte des 16. Jahrhunderts neu bedeicht werden konnten.